# Nils Holmström (industriman)

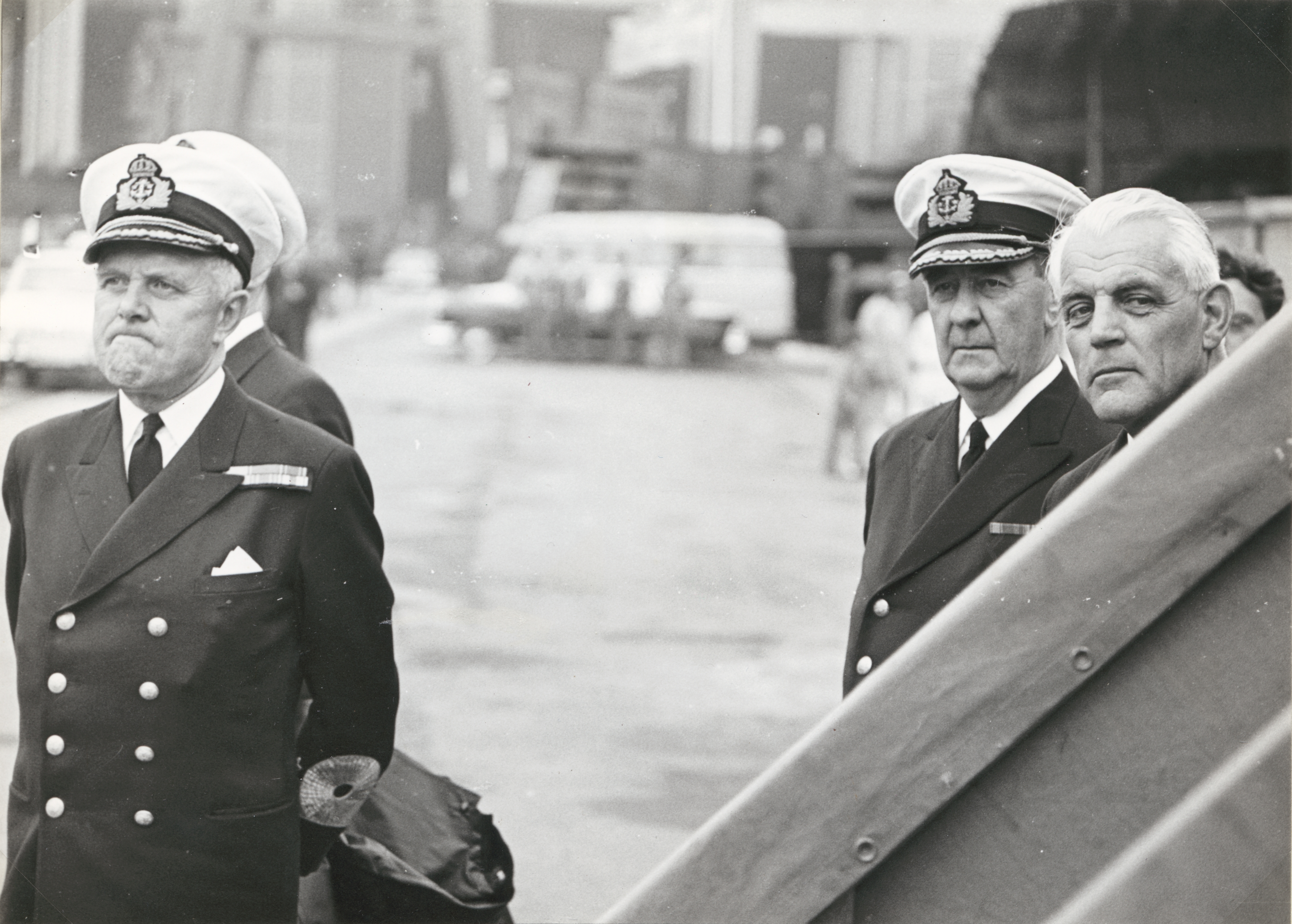
Nils Holmström (till höger) som VD för Kockums, tillsammans med Åke Lindemalm och Sigurd Lagerman inför sjösättningen av ubåten i Malmö den 29 juni 1967.

Nils Gunnar Teodor Holmström, född 30 oktober 1904 i Stockholm, död 10 december 1987, var en svensk industriman.
Holmström blev juris kandidat 1926, genomförde tingstjänstgöring 1927–1930, var fiskal i Svea hovrätt 1931–1933, sekreterare, direktörsassistent och direktör i Svenska Arbetsgivareföreningen (SAF) 1933–1941, ekonomidirektör och vice verkställande direktör vid Kockums Mekaniska Verkstads AB i Malmö 1941–1958, verkställande direktör där 1958–1968 (vice ordförande i styrelsen till 1971). Han var, som representant för högern, ledamot av Malmö stadsfullmäktige 1943–1946 och vice ordförande i fastighetsnämnden 1945–1946.
Holmström var expert i Internationella arbetsorganisationen (ILO) i Genève 1939. Han skrev Lagen om förenings- och förhandlingsrätt (1937) och Semesterlagen (1939, fjärde upplagan 1942). Han invaldes som ledamot av Vetenskapssocieteten i Lund 1963.
Holmström var son till grosshandlare Hjalmar Holmström och Olga Ljunglin samt yngre bror till läkaren Per Holmström (1903–1996). Nils Holmström är begravd på Östra kyrkogården i Malmö.